# Johannes Papritz
Friedrich Johannes Papritz (* 19. April 1898 in Charlottenburg; † 20. Juli 1992 in Marburg) war ein deutscher Historiker und Archivar. Er war von 1954 bis 1963 Leiter der Archivschule Marburg.

## Leben
Papritz kam als Sohn des Kaufmanns Richard Papritz und dessen Frau Anna zur Welt. Er besuchte das humanistische Kaiserin-Augusta-Gymnasium, das er im Herbst 1916 mit der Reife für Oberprima verließ, weil er zum Heeresdienst eingezogen wurde. Im Ersten Weltkrieg wurde Papritz bis 1918 als Artillerist an der West- und Ostfront eingesetzt. Nach dem Abitur an seinem alten Gymnasium 1919 studierte er bis 1922 Geschichte und Germanistik an den Universitäten Berlin und Jena. 
1922 wurde er in Berlin mit einer Arbeit über Das Stettiner Handelshaus der Loitz im Boisalzhandel des Odergebietes unter besonderer Berücksichtigung seiner Beziehungen zum brandenburgischen Kurhause promoviert. Zwischenzeitlich begann er am Institut für Archivwissenschaft des Preußischen Geheimen Staatsarchivs in Berlin-Dahlem eine Ausbildung zum Archivar. Seine berufliche Laufbahn begann Papritz am Brandenburgisch-Preußischen Hausarchiv in Berlin-Charlottenburg. Vorübergehend war er am preußischen Staatsarchiv in Danzig tätig, kehrte aber 1929 wieder an das Geheime Staatsarchiv nach Berlin zurück.
Von 1936 bis 1945 leitete er die Publikationsstelle Berlin-Dahlem des Geheimen Staatsarchivs und war Herausgeber vieler dort erarbeiteter Publikationen. Daneben publizierte er eigene Arbeiten. Er war enger Mitarbeiter von Albert Brackmann. Zudem war Papritz Geschäftsführer der Nord- und Ostdeutschen Forschungsgemeinschaft. Papritz beantragte am 7. Oktober 1937 die Aufnahme in die NSDAP und wurde rückwirkend zum 1. Mai desselben Jahres aufgenommen (Mitgliedsnummer 5.585.857), er gehörte auch der SA an.
Nach dem Ende des Zweiten Weltkrieges fand er 1949 eine Anstellung am Staatsarchiv Marburg und wurde Dozent an der soeben gegründeten Archivschule Marburg. Zwanzig Jahre lang – bis 1969 – unterrichtete er das Fach Archivwissenschaft und prägte durch seine Lehrtätigkeit eine ganze Generation von angehenden Archivaren. Nicht wenige seiner Schriften wurden in andere Sprachen übersetzt und gelten auch heute noch im deutschen Archivwesen als Standardliteratur.
„Sein Name ist mit der Marburger Archivarsausbildung verknüpft. Hier entwickelte er mit neuen, bis heute gültigen Ansätzen den analytischen Charakter der Archivwissenschaft. Verbunden mit dem pragmatischen Herangehen und der klaren Zielvorstellung, bestmöglich benutzbare Bestände zu schaffen, entstand daraus das moderne Instrumentarium der archivischen Erschließung.“
Papritz wurde 1954 Direktor des Staatsarchivs Marburg und damit auch Leiter der Archivschule Marburg. Beide Funktionen übte er bis zum Eintritt in den Ruhestand 1963 aus. Er war an der Gründung des Johann Gottfried Herder-Forschungsrates in Marburg beteiligt. Er gehörte der Historischen Kommission für ost- und westpreußische Landesforschung und der Historischen Kommission der Sudetenländer an. Er starb 1992 hochbetagt im Alter von 94 Jahren.

## Nachlass
- Nachlass Papritz im Staatsarchiv Marburg
- Nachlass Papritz in der Archivschule Marburg
- Stiftung Westfälisches Wirtschaftsarchiv, Bestand S 8/42, Materialsammlung zur Lebensgeschichte

## Schriften
- Das Stettiner Handelshaus der Loitz im Boisalzhandel des Odergebietes unter besonderer Berücksichtigung seiner Beziehungen zum brandenburgischen Kurhause. phil. Diss., Berlin 1932.
- Archivwissenschaft. 4 Teile, Marburg 1976, 2. Auflage 1983.
  - Band 1, Band 2, Band 3, Band 4